# Tomi Correa
Tomás Esteban Correa Miranda (* 5. Dezember 1984 in Santa Cruz de Tenerife) ist ein ehemaliger spanischer Fußballspieler auf der Position eines Stürmers.

## Karriere
Correa stammt von der spanischen Insel Teneriffa und begann dort beim CD Teneriffa auch seine Karriere. 2007 wurde er für ein halbes Jahr an den CF Badalona verliehen, bevor er zum CD Logroñés und später zu UD Tegueste wechselte. Vom Juli 2009 bis Juni 2013 spielte er vier Saisonen lang für den SCR Altach in der österreichischen zweiten Liga und wurde mit der Mannschaft einmal Tabellendritter und dreimal Vizemeister. Ab der Saison 2013/14 spielte er für den SV Grödig in der österreichischen Bundesliga.
Am 1. Juli 2015 wechselte er ablösefrei zum österreichischen Rekordmeister SK Rapid Wien.
Nach der Saison 2016/17 verließ er Rapid. Im Januar 2018 kehrte er nach Spanien zurück, wo er sich dem fünftklassigen Verein Atlético Victoria anschloss. Im Sommer 2019 beendete er seine Karriere als Aktiver.